# Ornithomimosauria
Ornithomimosauria (do latim "lagartos imitadores de aves") é uma micro-ordem de dinossauros terópodes tetanúreos, característicos do período Cretáceo. Os ornitomimossauros, como são chamados os dinossauros pertencentes à essa ordem, viveram em regiões que atualmente são a Ásia, a América do Norte e a África. Os ornitomimossauros eram, em sua maioria, onívoros.
Esses dinossauros eram relativamente pequenos medindo em média 3,5 metros de comprimento. A ordem dos ornitomimossauros possui as espécies mais rápidas de dinossauros até então conhecidas, alguns deles alcançavam mais de 70 km/h quando corriam.
O nome ornithomimosauria que, como visto anteriormente, vem do latim "lagartos imitadores de aves" se deve ao fato de esses dinossauros serem muito semelhantes às aves atuais, principalmente aos avestruzes, e tal como as aves atuais, possuiam não apenas plumagem, mas também asas, de acordo com descobertas em relação a vários espécimens de Ornithomimus.

## Exemplos
- Gallimimus bullatos
- Garudimimus brevipes
- Ornithomimus velox